# (343743) Kjurkchieva
(343743) Kjurkchieva – planetoida z pasa głównego asteroid okrążająca Słońce w ciągu 4 lat i ok. 155 dni w średniej odległości 2,69 j.a. Została odkryta 5 września 2008 roku w Narodowym Obserwatorium Kitt Peak w ramach programu Spacewatch. Nazwa planetoidy pochodzi od bułgarskiej astronom, prof. Diany Kjurkchievy (ur. 1952).